# Eliane Faria
Eliane Regina Pereira de Faria (Rio de Janeiro, 13 de agosto de 1965) é uma cantora brasileira.
Filha do cantor e compositor Paulinho da Viola, iniciou sua carreira artística interpretando composições do pai, num trio denominado "Maçã na Camisola", com as cantoras Nara Gil e Mart'nália.
Apelidada de "Filha do Samba" por Nelson Sargento, interpreta principalmente esse gênero musical.
Embora apresente apenas um disco-solo, Eliane Faria já se relacionou em vocal com os cantores Elza Soares, Beth Carvalho, Ademilde Fonseca, Djavan, Jotinha Moraes, Rildo Hora, Dona Ivone Lara, Martinho da Vila, Jamelão, Zezé Gonzaga e outros.

## Discografia

### Disco solo
- Alma Feminina - CD (2003)[nota 3] - apresentação vocal, produção independente.[1]

### Conjunto
- Três no Samba' - CD (2017)[nota 4] - vocal, gradarora SESC SP.[1]